# Памятник Василию Стусу (Винница)
Памятник Василию Стусу (укр. Пам'ятник Василеві Стусу) — монумент украинскому поэту, репрессированному политзаключённому и Герою Украины (2005) Василию Стусу в городе Винница.

## История
Возведение памятника Василию Стусу в Виннице имеет довольно длительную историю. Ещё в 1997 году в городе был объявлен всеукраинский конкурс на проект памятника поэту. Этот конкурс выиграл скульптор Анатолий Бурдейный, однако на тот момент не находилось средств на установку памятника и сроки выполнения работ ко 60-летию со дня рождения поэта оказывались невыполнимыми. Автор проекта самостоятельно искал деньги на воплощение своего замысла, даже вынужден был обращаться с личным письмом к Президенту Украины.
Реализация памятника сдвинулось только к 2001 году, когда местные государственные власти подключились к реализации проекта. Датой открытия памятника был назначен 28 марта 2002 года, однако за несколько дней до этого события из мастерской Бурдейного украли фрагмент скульптуры Стуса, поэтому торжественное открытие пришлось перенести на более поздний срок. 23 сентября 2002 года состоялась торжественная церемония открытия памятника, на которую прибыли народные депутаты Украины, известные писатели из Киева.

## Описание
Монумент расположен на площади Василия Стуса перед винницкой филармонией, авторы — скульптор Анатолий Бурдейный и мастер Владимир Нинов.
Памятник Василию Стусу в Виннице выполнен в стиле символико-метафорического реализма, как определяет его сам автор, много раз перечитывал поэзию Стуса, по его же собственному свидетельству, во время создания монумента. Основным образом памятника является крыло как безудержный духовный взлет, высокий трагизм судьбы.
По мнению многочисленных искусствоведов, монумент, кроме функции чествования поэта, представляет незаурядную художественную ценность государственного значения. За создание этого памятника А. Бурдейный несколько раз выдвигался на соискание Национальной премии Украины им. Т. Г. Шевченко.